# Ateneu Suecà del Socors

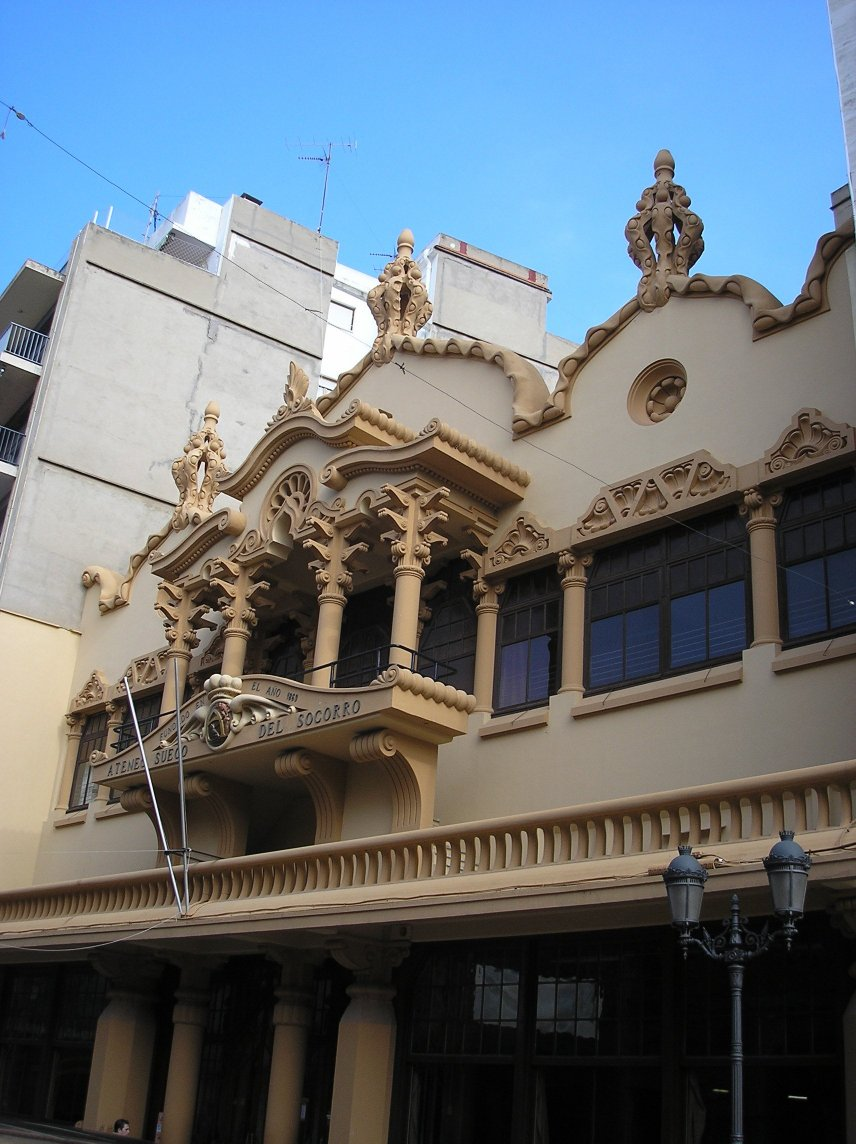
Façana de l'Ateneu.

L'Ateneu Suecà del Socors, fundat el 1869, tenia l'objectiu d'instal·lar un centre on els obrers pogueren acostar-se culturalment a les classes més altes de la societat amb l'objectiu de reduir les barreres entre aquests dos grups.

## Història

### Antecedents
Entre els anys 1840 i 1930, l'Estat espanyol passa, sense solució de continuïtat, per la Revolució Liberal, la Primera República Espanyola i la Restauració borbònica. També a nivell internacional trobem esdeveniments amb profundes repercussions econòmiques i polítiques: la Guerra d'Independència cubana i Filipines, de les quals s'infereix la desaparició de l'imperi colonial espanyol, la Guerra del Marroc o la Primera Guerra Mundial. Tot plegat tindrà importants repercussions socials que condueixen als primers passos de la cultura de masses, el moviment obrer i els diferents posicionaments en una o altra tendència política. El Sexenni Democràtic, mitjançant un decret, possibilità el dret dels ciutadans a associar-se lliurement, la qual cosa, només evidenciava una necessitat que ja era al carrer: assistim a l'arribada del "torn del poble", al progressiu naixement i expansió dels nous espais de sociabilitat, és la ruptura amb l'Antic Règim i l'eclosió dels ateneus, casinos, cercles, centres, congregacions, societats, sindicats, de tots els colors i condicions, que pretenien donar resposta a les moltes carències, de tota classe, existents. Les societats naixen per donar resposta a unes necessitats concretes, venen a nodrir les mancances que, bé com a col·lectius, bé com a individus, els han estat vetades.
A la ciutat de Sueca van florir per tot arreu associacions de tota mena, però al període del Sexenni Democràtic una onada de llibertat va empènyer els republicans a desplegar una intensa activitat, amb l'objectiu d'aconseguir fer realitat els seus principis polítics progressistes, sota la màxima de promoure la felicitat de la societat i de crear un home nou i una nova societat fonamentada en els principis de la llibertat, la igualtat i la justícia. Sota aquests principis hi trobem implícita una gran càrrega social, orientada cap a una millor atenció de les classes populars. És per això que intenten formar les bases mitjançant la creació d'espais de sociabilitat. Aixoplugat en aquests principis naixerà l'Ateneo Sueco del Socorro.

### Naixement de l'Ateneo Sueco del Socorro
El 25 de gener de 1869 es funda l'Ateneo Sueco del Socorro, sota el comandament del primer president Federico Colechá Llobera, on podem trobar al primer article del reglament, la seva finalitat:
El Ateneo tendrá por único objeto la instalación de un centro en donde las clases obreras puedan acostumbrarse a las distracciones propias de una sociedad culta, desviándolas de aquellos usos que, lejos de atemperar sus modales a los adelantos de la época, levantan una barrera vergonzosa entre ellas y las demás de la sociedad.
No podem oblidar l'aspecte humanitari:
... con objeto de mejorar en cuanto esté al alcance de esta sociedad, la suerte de sus individuos, que física o moralmente se imposibiliten para el ejercicio de sus profesiones, se establece una asociación filantrópica de Socorros Mútuos para la sociedad de este Ateneo.

### Evolució
Conforme als objectius de l'associació, i amb el creixement continuat de socis, el 1876 s'obri una escola per a adults, on es manifesta el caràcter gratuït, l'admissió dels socis i dels seus fills fins als dotze anys. Els socis, però, volien alguna cosa més que instrucció i ajuda: els socis demanaven jocs, així el 22 d'octubre de 1876 s'autoritza la compra d'un bombo de hilo metálico y el necesario número de bolitas para jugar a la loteria....

### La Caixa d'Estalvis
Un dels moments clau de l'Ateneu serà quan el 15 de juliol de 1879 es decideix la creació d'una caixa d'estalvis pel socis:
El presidente propone a la Junta la creación de un establecimiento en la misma Sociedad con el único y exclusivo objeto de mejorar en lo posible la situación económica de la honrada clase proletaria. A juicio del proponente dicho establecimiento debía fundarse con los mismos fondos del Ateneo y corresponde para mejor alcanzar el noble fin que se propone una Caja de Ahorros y Monte de Piedad y Cooperativa de Consumo.
Un bon exemple de l'èxit de la Caixa d'Estalvis el trobem a la següent taula:
|    | Any  | Nous socis | Rals    | Cèntims | Nombre de préstecs | Import  |
| -- | ---- | ---------- | ------- | ------- | ------------------ | ------- |
| 1  | 1880 | 18         | 4.294   | 00      | 9                  | 7.300   |
| 2  | 1881 | 41         | 17.789  | 74      | 36                 | 28.860  |
| 3  | 1882 | 64         | 76.782  | 28      | 35                 | s/d     |
| 4  | 1883 | 35         | 89.428  | 54      | 106                | 145.020 |
| 5  | 1884 | 54         | 107.341 | 27      | 116                | 166.620 |
| 6  | 1885 | 23         | 112.451 | 30      | 73                 | 112.340 |
| 7  | 1888 | 13         | 132.668 | 41      | 78                 | 143.200 |
| 8  | 1889 | 20         | 120.386 | 94      | 77                 | 114.200 |
| 9  | 1898 | s/d        | 276.906 | 29      | 107                | 161.180 |
| 10 | 1913 | 44         | 325.809 | 33      | 120                | 263.800 |
| 11 | 1914 | 46         | 452.681 | 43      | 136                | 300.900 |

### Escola Jardí
Sota els principis del krausisme, els quals impregnen la intel·lectualitat liberal al llarg del darrer terç del segle xix, l'Ateneo tracta de fomentar la instrucció del proletariat, i amb el temps entra en funcionament una escola per a adults i una altra per a nens. El 1910 es presenta una sol·licitud per fer una escola diürna a l'Ateneu, que és aprovada per majoria. L'èxit de l'Ateneu és indubtable i s'inicia l'època daurada, la qual es reflecteix amb la construcció d'un edifici destinat a l'Escola Jardí, el qual suposarà una important despesa econòmica (implicava la compra dels terrenys i la seva construcció). Segons informa Burguera, l'escola va néixer aconfessional i estava oberta a nens i nenes, tot i que en la pràctica només hi assistien els nens. Es va construir als afores de la ciutat seguint les teories higienistes del moment i s'integrava en el medi natural.

### La Primera Guerra Mundial
Malgrat el caràcter republicà dels socis de l'Ateneu, l'associació sempre feia gala de mantenir-se allunyada, com a institució, de qüestions polítiques, però això no era ver. El 3 de novembre de 1915 es va celebrar una junta per acordar l'adhesió de la societat al míting per a demanar amnistia a tots els presos polítics i socials que celebraria l'Asociación Socialista de Sueca. Ho van fer en els següents termes:
Reunida la Junta de este Ateneo para dar lectura a la comunicación de V. de fecha dos de los corrientes, se acordó por unanimidad adherirse al acto que celebraran Vds, para pedir la amnistía de los presos por delitos políticos y sociales.

## La seu de l'Ateneu

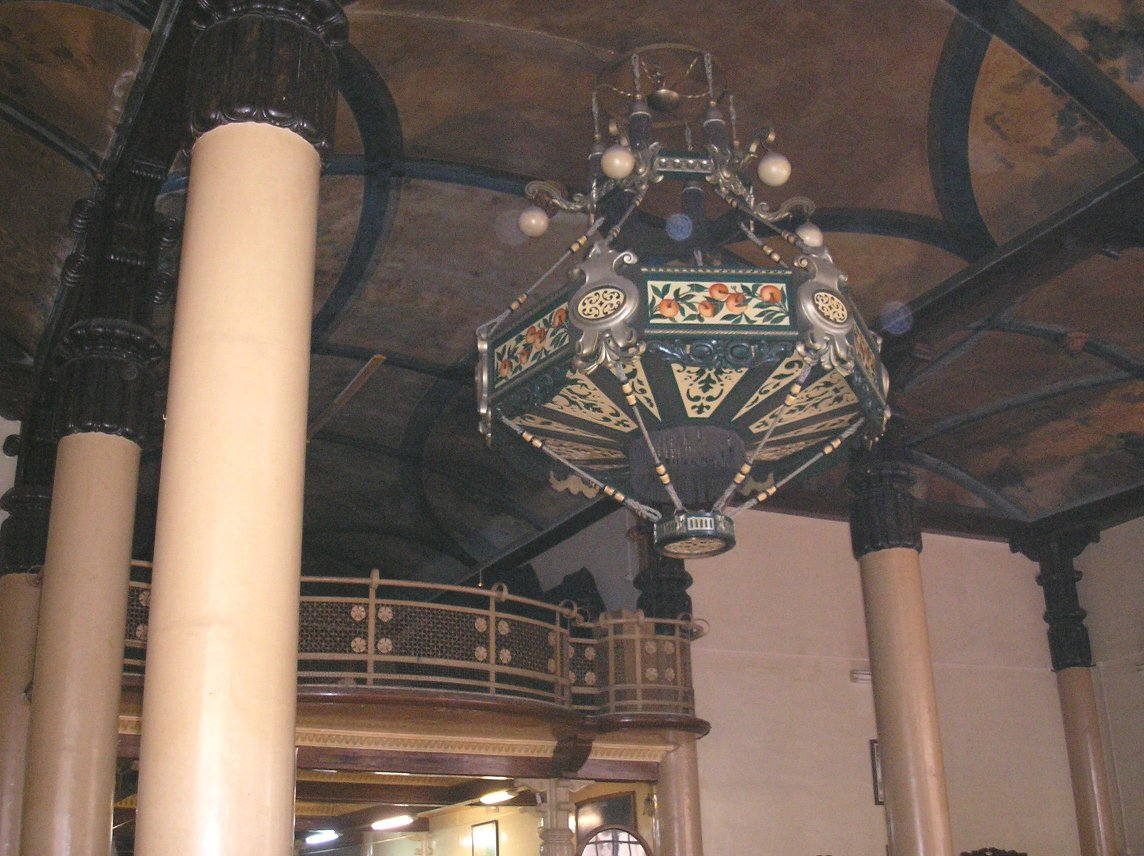
Interior de l'Ateneu.

La Guàrdia Civil durant la Dictadura de Primo de Rivera va exercir un fort control sobre l'associacionisme, la qual cosa, però, no va impedir que l'Ateneo Sueco del Socorro, continués amb les seves tasques i, fins i tot, enfront del mal estat amb què es trobava l'immoble llogat que feien servir com a seu, s'inicià el procés per adquirir en propietat una seu per a l'Ateneu. L'any 1926 el president de l'Ateneo, Josep Llerandi Núñez, inicià els tràmits per comprar tres cases al carrer Sequial amb l'objectiu d'enderrocar-les i començar les obres de la nova seu de la societat, que durarien des del 1927 fins al 1929. Les obres es van finançar amb la venda de participacions en els socis, i aquells que no podien pagar la seva participació oferien el seu treball en la construcció, cosa que demostra l'elevat grau d'implicació existent. El projecte de Joan Guardiola Martínez va guanyar un Segon Premi a l'Exposició Regional de Belles Arts de València el 1934. És un bon exemple d'Art Déco.

## Principals associacions
- Restauració 1864-1886:
  - Ateneo Sueco del Socorro.
  - Casino Agrícola Proteccionista de Sueca.
  - Sociedad Cooperativa de Consumo La Suecana.
  - Centro del Progreso Universal
  - Círculo Católico Obrero
- El canvi de Segle 1887-1913
  - Ateneo Sueco del Socorro
  - Círculo Liberal
  - Círculo Tradicionalista.
  - Círculo Mercantil
  - Círculo Unión Cristiana.
- Els anys de la Primera Guerra Mundial (1914-1922):
  - Ateneo Sueco del Socorro.
  - Sociedad de Jornaleros Campesinos.
  - Comunidad de Labradores de Sueca.
  - Sociedad de Carreteros.
  - Sindicato de Obreras Católicas de Sueca.
  - Sindicato de Obreras Sirvientas.
- La Dictadura de Primo de Rivera 1923-1930
  - Ateneo Sueco del socorro.
  - Unión Patriótica.
  - Cooperativa de Casas Baratas La Constructora
  - Sociedad de Maestros Barberos El Porvenir.
  - Sociedad El Porvenir de los Hijos.